# Saint-Symphorien (België)
Saint-Symphorien is een dorp in de Belgische provincie Henegouwen, en een deelgemeente van de Waalse stad Bergen. Saint-Symphorien was een zelfstandige gemeente tot aan de gemeentelijke herindeling van 1977.

## Bezienswaardigheden
- De Sint-Symphorianuskerk (Église Saint-Symphorien) is een classicistisch kerkgebouw van 1783 met een eind 14e-eeuwse toren en een 16e-eeuws koor.
- Het St. Symphorien Military Cemetery uit de Eerste Wereldoorlog.
- De menhir uit het neolithicum werd in 1860 opgegraven en werd in 2007 in het dorp geplaatst.

## Natuur en landschap
De hoogte aan de kerk bedraagt 46 meter.

## Economie
In de 19e eeuw en de eerste helft van de 20e eeuw werd fosfaathoudend krijt gewonnen. Enkele meertjes met de naam les Phosphates zijn de getuige van de voormalige groeven.

## Demografische ontwikkeling
- Bronnen:NIS, Opm:1831 tot en met 1970=volkstellingen

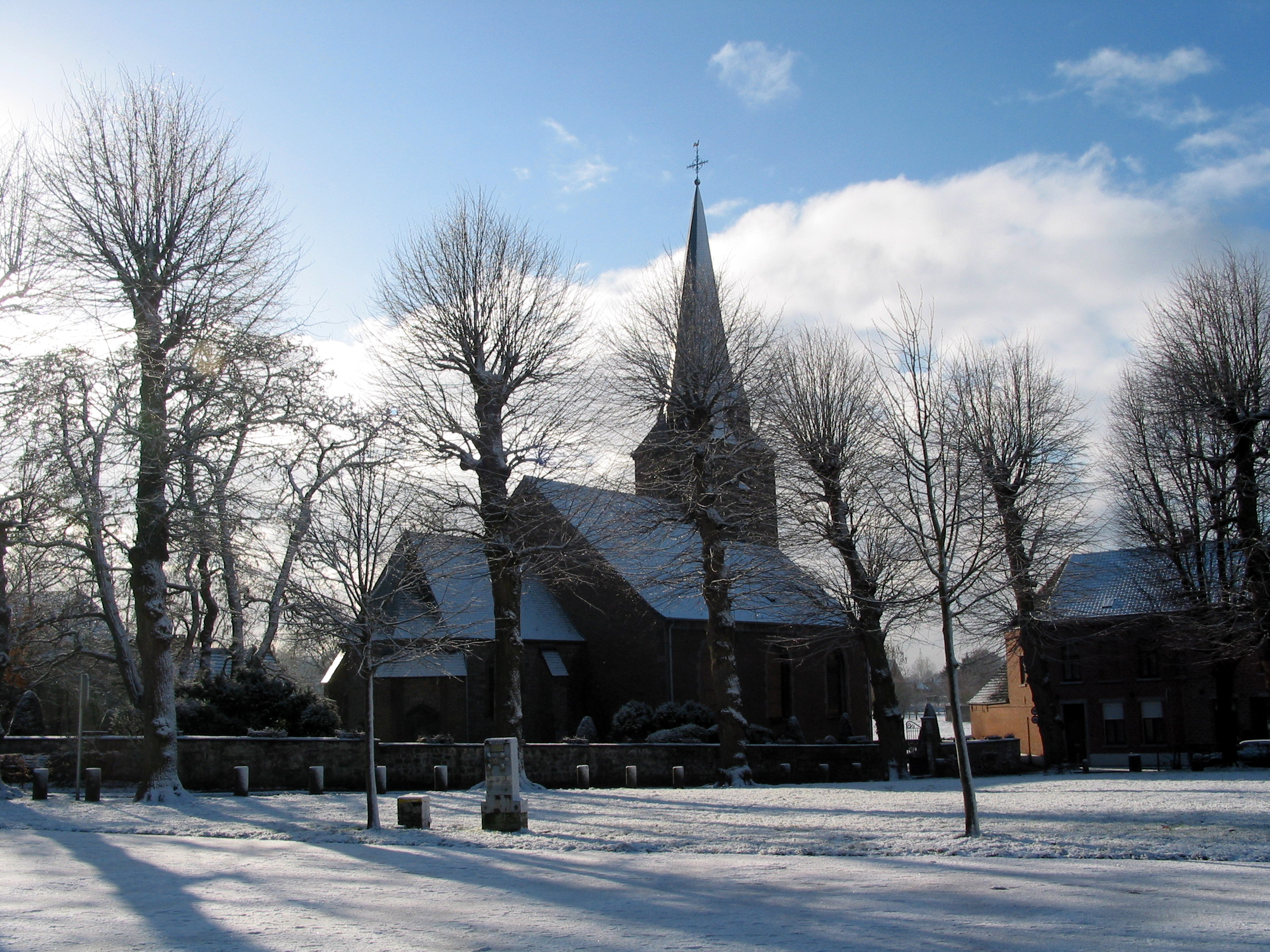
Kerk.
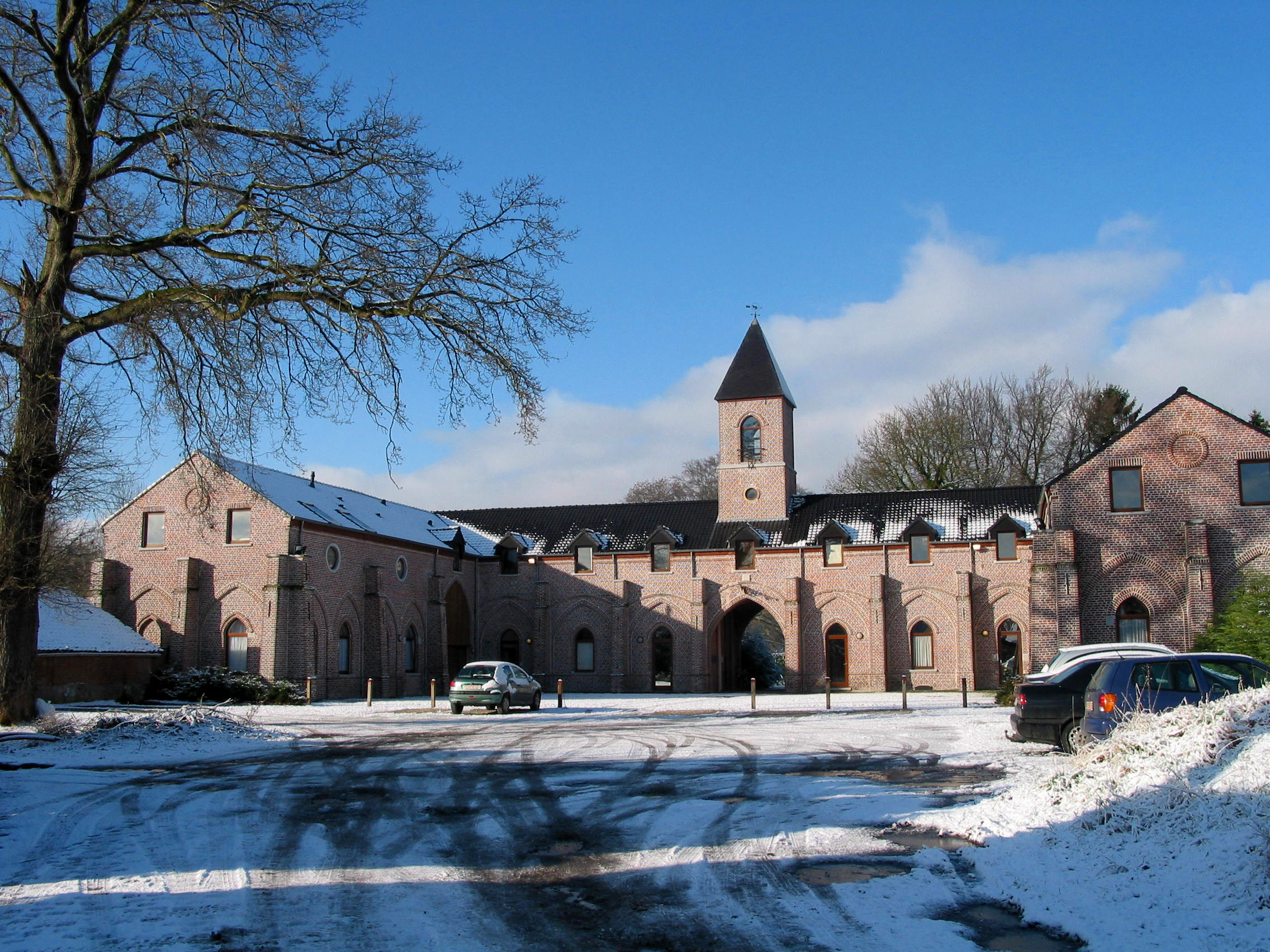
Distilleerderij (1854).
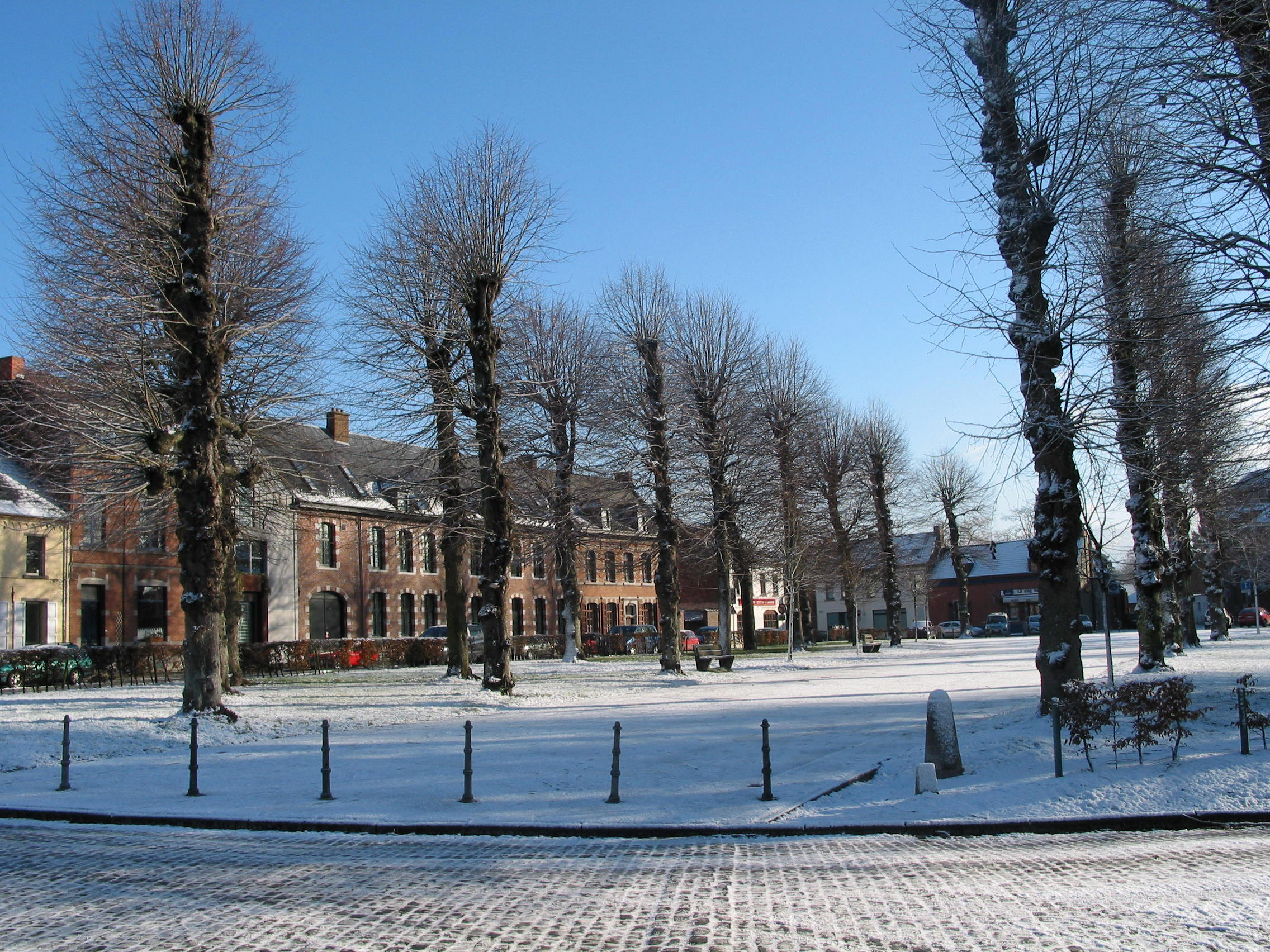
Markt van het dorp.
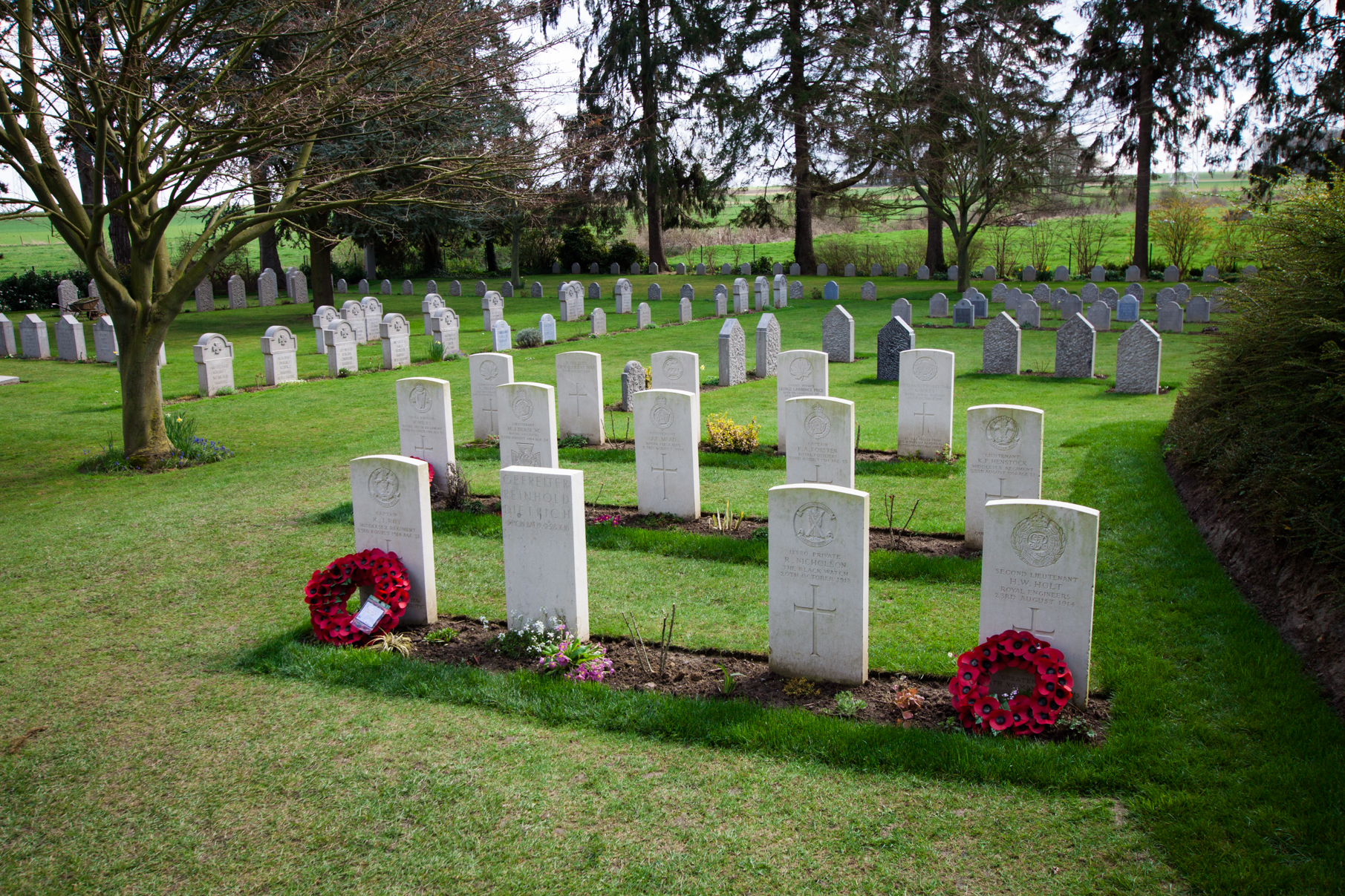
Het St. Symphorien Military Cemetry.

## Nabijgelegen kernen
Hyon, Bergen, Havré, Villers-Saint-Ghislain, Spiennes